# Agua Marina (orquesta)
Agua Marina es una banda peruana de cumbia fundada el 30 de agosto de 1976 en la ciudad de Sechura, en el departamento de Piura.
Es considerada como la trilogía de la cumbia, junto con Armonía 10 (Piura) y el Grupo 5 (Monsefú, Chiclayo), pieza importante en el afianzamiento de la cumbia peruana como género musical.

## Historia

### Orígenes de la orquesta
El grupo nació una noche de agosto de 1976, cuando la familia Quiroga Querevalú, en una reunión en su casa, en una caleta de Sechura, se juntó para discutir el nombre de un grupo musical. Teófilo Zapata Querevalú, pariente cercano, sugirió «Agua Marina», aprobado por la familia por su cercanía con el mar. Se presentó el hecho del cambiante color del agua del mar, que debía compararse con la línea musical de la orquesta.
Los orígenes de la agrupación provienen de los hermanos José y Manuel Quiroga Querevalú. Durante la secundaria en el Colegio San Martín de Sechura, ambos fueron mostrándole a sus compañeros y maestros su talento para el canto y la música a través de actuaciones y actividades diversas. Fue en esta época cuando Manuel se unió a una agrupación musical integrada por compañeros del colegio denominada «Sangre Joven», con la que tocaba en eventos del centro y, esporádicamente, en algunas fiestas locales. Tiempo después, gracias a su talento, fueron invitados a unirse a una nueva agrupación de la localidad denominada «Mario y sus estrellas». José se desempeñó como bajista y corista, pero el gobierno peruano, que en aquel entonces estaba militarizado, necesitaba músicos de viento para sus bandas de guerra, por lo que el grupo al completo, incluido el director, que era trompetista, fue reclutado, quedando fuera los hermanos Quiroga Querevalú y otro cantante, los más jóvenes del grupo. Al ver el proyecto truncado, decidieron emprender uno propio.
Al cumplir 16 años, Manuel recibe de manos de su padre, una guitarra, motivando de esta manera a que el novel músico tenga la idea de formar una orquesta junto a su inseparable hermano y amigo. La idea fue apoyada en todo momento por sus padres, quienes incluso, decidieron vender dos de las lanchas que utilizaban como herramienta de trabajo, para poder adquirir los primeros instrumentos y equipos de sonido de la orquesta.

### Debut oficial
El 30 de agosto de 1976, la agrupación hace su primera incursión en los escenarios, presentándose en un baile organizado por el Comité de Damas de la Guardia Civil de Sechura.
En aquel momento, la agrupación quedó conformada de esta manera: José Quiroga Querevalú (Voz y bajo), Manuel Quiroga Querevalú (Director y primera guitarra), Eduardo Zapata (2.ª guitarra y coros), Alberto Paiva (Voz), Moisés Bustamante (Voz), Tomás Chapa (Timbales) y Hugo Querevalú (Guitarra).
Tiempo más tarde se uniría al grupo Carlos "Telly" Pazos, el timbalero Juan Chunga y los hermanos menores Teófilo y Luis Quiroga Querevalú. El grupo mantiene hasta el día de hoy la formación original.

### Debut departamental
Luego de la presentación anteriormente mencionada, siguieron una serie de contratos que llevaron al grupo a ser conocido a nivel de toda la provincia (que en aquel entonces aún era un distrito de la provincia de Piura). Sin embargo, las presentaciones en la capital regional, aún aguardaron un tiempo más.
Esta primera aparición en Piura, ocurrió en un baile organizado por una congregación religiosa en el Club Grau, un tradicional club social de la ciudad. Aquella presentación también fue la ocasión para el debut de José Quiroga como cantante, esto, debido a que el cantante oficial incumplió con su contrato, dejando así un espacio en la orquesta, que fue aprovechado por éste joven. Se cuenta que aquella tarde, la canción «Caballo viejo», catapulto la carrera de la agrupación a nivel regional. De ahí, vendrían toda una serie de LP, presentaciones en las regiones aledañas (principalmente en las ciudades de la costa norte) y más. Pero el ingreso triunfal a Lima esperaría muchos años más.

### Máximo apogeo
A inicios del año 1999, con un estilo de cumbia diferente al propuesto por otras agrupaciones, Agua Marina toma por asalto las radios de la capital y a nivel nacional, ingresando a los primeros lugares de los rankings con su tema éxito «Tu amor fue una mentira». Fue interpretado por Lucho Paz, quien a finales de ese mismo año se retira de la agrupación, para luego recibir una propuesta para formar su propia orquesta "Caña Brava" a inicios del año 2000. Sin embargo, en 1994 la agrupación interpretó la canción «Ay Penar Penar» del autor Félix Zevallos Robles " Dino", lo que conllevó una demanda por parte de dicho autor y el pago de una pena económica considerable.[cita requerida]
El grupo ya había ingresado unos tres años antes a través de un programa nocturno contratado en Radio Inca, el horario se planteó así debido a la poca acogida que tenía el grupo hasta el momento, tiempo más tarde, su programa se trasladó a un horario diurno. La sintonía fue aumentando, hasta convertir el segmento en un espacio de once horas en otra radio de alcance nacional.
Su punto máximo de popularidad llegó al entrar el nuevo milenio, al llenar un importante estadio de Lima con más 30 000 personas, además de hacer una gira por las principales ciudades de Europa. Una de sus participaciones destacados fueron en versionar canciones de Alejandro Sanz para su álbum Directo al corazón.
En 2023 interpretó el tema «El teléfono» en el concierto en vivo del Grupo 5.

## Discografía

### Álbumes y compilaciones
- Vol.1 - Baila Suavecito (1986)
- Vol.2 - Sirena Del Amor (1987)
- Vol.3 - Soy Pescador (1988)
- Vol.4 - Juguete De Amor (1989)
- Vol.5 - Muchacha (1990)
- Vol.6 - Porque Te Quiero (1991)
- Vol.7 - Siete Noches (1992)
- Vol.8 - Amanecer (1994)
- Vol.9 - Quiero Olvidarte (1995)
- Vol.10 - Amor Amor (1996)
- Vol.11 - Amor Prohibido (1998)
- Vol.12 - La Nueva Era (2000)
- Vol.13 - Así Es El Amor (2001)
- 25 años (2001)
- Vol.14 - Original (2002)
- Vol.15 - Evolución (2003)
- Vol.16 - Vivencias (2005)
- Vol.17 - Sin Límites (2006)[14]
- Vol.18 - Directo Al Corazón (2008)[15]
- Vol.19 - 33 Años En El Camino (2009)
- Colección de Oro (2010)
- Vol.20 - Número 20 (2011)
- Vol.21 - Baila Conmigo (2013)
- Inicios: Primeros volúmenes (2016)
- Vol.22 - Volumen 22 (2017)
- Domingos de fiesta (2018)
- 42 años (Concierto en Vivo) (2018)
- Tu traición se acabó (2018)
- 42 años (Live Session) (2019)
- Sesiones Kavipor (2021)

### Sencillos
- "Debo hacerlo" (2006)[14]
- "Sinfónico" (2019)
- "Mala hierba" (2019)
- "Locura de amor" (2020)
- "Cuando callas" (2021)
- "Falso amor" (2021)
- Vol.23 - Agua Marina (2023)